# Ablabesmyia alba
Ablabesmyia alba är en tvåvingeart som beskrevs av Chaudhuri, Debnath och Nandi 1983. Ablabesmyia alba ingår i släktet Ablabesmyia och familjen fjädermyggor. Inga underarter finns listade i Catalogue of Life.